# Henri Ellenberger
Henri Frédéric Ellenberger (Nalolo, 6 novembre 1905 – Montréal, 1º maggio 1993) è stato uno psichiatra svizzero.
È considerato il più importante storiografo della psichiatria del Novecento.

## Biografia
Nacque in Rhodesia (all'epoca colonia inglese) da una famiglia di missionari francesi di origini svizzere.
Cambiò più volte la propria nazionalità (francese, svizzera, canadese), per vicissitudini storico-politiche e burocratiche.
Dopo gli studi medici e psichiatrici a Strasburgo, si trasferisce a Parigi, dove inizia a lavorare come psichiatra.
Svolse un'analisi didattica con Oskar Pfister tra il 1949 ed il 1952, ma non completò il percorso formativo psicoanalitico.
All'inizio degli anni cinquanta inizia ad approfondire i temi della storia della psichiatria, in particolare di quella ad orientamento psicodinamico. Le sue competenze linguistiche (parlava correntemente inglese, francese e tedesco) e l'accesso diretto a molti archivi europei gli permettono di raccogliere ed analizzare molte fonti primarie, spesso trascurate nelle storiografie dell'epoca.
Si trasferisce quindi negli Stati Uniti, dove conosce Karl Menninger, e nel 1953 inizia ad insegnare presso la Menninger School of Psychiatry di Topeka, nel Kansas.
Dopo pochi anni, per le difficoltà create alla moglie (di origini russe) dal difficile clima politico della guerra fredda e del Maccartismo, decide di trasferirsi in Canada, dove nel 1959 ottiene la cattedra di Criminologia alla McGill University. Nel 1962 diviene Professore di Psichiatria e Criminologia presso l'Università di Montréal.
Rimarrà quindi in Québec fino alla morte, avvenuta nel 1993.

## La scoperta dell'inconscio
Come psichiatra, Ellenberger portò importanti contributi sia alla psichiatria transculturale che alla vittimologia, di cui fu uno dei fondatori storici.
Ellenberger è però principalmente ricordato per il suo monumentale studio della storia della psichiatria dinamica, sintesi di uno sforzo di ricerca e sintesi ventennale: l'opera The Discovery of the Unconscious, pubblicato nel 1970. Il testo, che in quasi mille pagine analizza dettagliatamente - sulla base di centinaia di fonti primarie e migliaia di note bibliografiche - lo sviluppo storico della psichiatria dinamica tra il XVIII ed il XX secolo, è attualmente considerato l'opera fondativa e di riferimento per tutta la storiografia psichiatrica della seconda metà del XX secolo, ed una delle più importanti ricerche esistenti sulle origini e lo sviluppo della psicoanalisi, della psichiatria clinica e degli studi sull'inconscio.
Il testo ebbe subito un'enorme risonanza internazionale in ambito accademico, e permise una rianalisi senza precedenti di molti degli assunti della storiografia psicologica e psichiatrica classica.
È infatti sull'opera di Ellenberger che si sono basate molte delle revisioni successive della storia dello sviluppo dei concetti psicoanalitici, della valutazione della pratica clinica di Sigmund Freud, dell'originalità ed importanza teorica dei contributi di Carl Gustav Jung, delle anticipazioni teoriche di Pierre Janet.
A quasi cinquant’anni dalla sua pubblicazione, The Discovery of the Unconscious è ancora considerata uno dei principali modelli della ricerca storico-scientifica di settore.

## Opere
- The Discovery of the Unconscious: The History and Evolution of Dynamic Psychiatry, Basic Books, New York, ISBN 0-465-01672-3
  - La scoperta dell'inconscio, 2 voll., Bollati Boringhieri, Torino, 1976 (prima edizione italiana 1972), 2003 ISBN 8833903672
- Introduzione a Jung, Bollati Boringhieri, Torino, 2006, ISBN 883391660X.